# Cypretta kawatai
Cypretta kawatai är en kräftdjursart. Cypretta kawatai ingår i släktet Cypretta och familjen Cyprididae. Inga underarter finns listade i Catalogue of Life.